# 5756 Васенберг
5756 Васенберг (5756 Wassenbergh) — астероїд головного поясу, відкритий 24 вересня 1960 року.
Тіссеранів параметр щодо Юпітера — 3,376.